# Martin Eckermann
Martin Eckermann (* 27. November 1930 in Wittenburg; † 18. August 2005 in Berlin) war ein deutscher Regisseur und Schauspieler.

## Leben
Martin Eckermann lernte an der Mecklenburgischen Schauspielschule Schwerin. Anschließend wirkte er als Schauspieler und Regisseur in Wismar, Bernburg, Staßfurt, Neustrelitz und Zwickau. Zwischen 1960 und 1990 inszenierte er für das Fernsehen der DDR/Deutscher Fernsehfunk diverse Fernsehfilme und Fernsehserien. Seine bekanntesten und herausragendsten Werke waren der mehrteilige Fernsehfilm Wege übers Land nach einem Drehbuch von Helmut Sakowski von 1968 sowie die 1981er Verfilmung des Kammerspiels Casanova auf Schloss Dux von Karl Gassauer mit Wolf Kaiser und Marianne Wünscher in den Hauptrollen.
Nach der Wende trat er unter anderem in mehreren Tatort-Folgen auf. Nach 30-jähriger Abstinenz kehrte Eckermann Anfang 2005 als Darsteller zurück auf die Theaterbühne. An der Berliner Staatsoper Unter den Linden verkörperte er den alten Ulysses in der Barockoper Dido and Aeneas.
Seine Tochter Rike Eckermann ist ebenfalls Schauspielerin.

## Theater (Regie)
- 1964: Kurt Tucholsky: Schloß Gripsholm – (Volksbühne Berlin – Theater im 3. Stock)

## Film und Fernsehen (Regie)
- 1981: Verflucht und geliebt (Fernsehen, 5 Teile)
- 1981: Casanova auf Schloss Dux

## Hörspiele
- 1963: Gerhard Jäckel: Die Wahnmörderin (Benno Karsten) – Regie: Wolfgang Brunecker (Hörspiel – Rundfunk der DDR)